# 三重県道635号南堀江須賀線
三重県道635号南堀江須賀線（みえけんどう635ごう みなみほりえすかせん）は、三重県鈴鹿市を通る一般県道である。

## 概要
鈴鹿市下箕田3丁目から鈴鹿市須賀3丁目に至る。
ほとんどの区間が対面通行の路線。センターラインはあるが、車線幅が大変狭い。

### 路線データ
- 起点：鈴鹿市下箕田3丁目（下箕田交差点、三重県道6号四日市楠鈴鹿線交点）
- 終点：鈴鹿市須賀3丁目（須賀三丁目交差点、三重県道103号四日市鈴鹿線交点）
- 総延長：3,951 m

## 地理

### 通過する自治体
- 鈴鹿市

### 交差する道路
| 交差する道路              | 交差する場所 | 交差する場所            |
| ------------------------- | ------------ | ----------------------- |
| 三重県道6号四日市楠鈴鹿線 | 下箕田3丁目  | 下箕田交差点 / 起点     |
| 国道23号                  | 林崎町       | 林崎町交差点            |
| 三重県道103号四日市鈴鹿線 | 須賀3丁目    | 須賀三丁目交差点 / 終点 |

### 交差する鉄道
- 近鉄名古屋線
- 伊勢鉄道伊勢線

### 沿線
- 近鉄名古屋線 箕田駅
- 鈴鹿市立箕田小学校
- 長太の大楠 - 県指定天然記念物